# コロナド (ドック型輸送揚陸艦)
コロナド(USS Coronado, LPD/AGF-11)は、アメリカ海軍のドック型揚陸艦および指揮艦。クリーブランド級ドック型輸送揚陸艦の5番艦。カリフォルニア州コロナドに因んで命名され、その名を持つ艦としては2隻目である。
クリーブランド級ドック型揚陸艦は全艦が建造時より指揮設備を有していた。コロナドは、1972年より指揮艦を務めていた「ラ・サール」（AGF-3）が1980年にドック入りした際に代艦となり、その後ラ・サールが復帰した後も指揮艦として専門に使用された。

## 艦歴
コロナドは、1965年5月1日にワシントン州シアトルのロッキード・シップビルディング社で起工された。1966年7月1日に進水し、2年間の作業員不足と12ヶ月のストライキによる作業遅延の後、1970年5月23日に就役する。
1970年代には大西洋艦隊に配属され、北部ヨーロッパからカリブ海、地中海へと多数の作戦に参加し展開した。1971年2月には、強襲揚陸艦ガダルカナルと共にAV-8Aハリアー　V/STOL攻撃機の運用実験を行なっている。
1980年に指揮艦(AGF-11)に艦種変更され、ペルシャ湾に展開するアメリカ中央軍隷下の第5艦隊旗艦ラ・サールの後任となった。1985年10月には配置転換となり、第6艦隊旗艦ピュージェット・サウンドの後任となる。第6艦隊旗艦としての10ヶ月の間にコロナドはイタリアのガエッタを母港とし、シドラ湾でリビアのテロリストに対する攻撃作戦に参加した。
1986年7月には、第3艦隊旗艦となるためハワイの真珠湾へ向かう。1988年1月、アメリカ中央軍隷下の第5艦隊の旗艦としてペルシア湾に展開した。11月9日に真珠湾に帰還し、第3艦隊旗艦となる。
1991年8月には、カリフォルニア州サンディエゴを母港とする。その時から、第3艦隊とコロナドは海軍の技術実験の中心となった。1997年より艦内ウェルドックを廃止する大規模改修を行い、1998年11月に完了した。これにより、コロナドは最新式のネットワーク通信装備を搭載したアメリカ海軍で最も先進的な指揮艦となった。
2004年には指揮艦ブルー・リッジのドック入り中、臨時に第7艦隊旗艦を代行した。
2006年9月30日には退役し、以後はカリフォルニア州のサスーン湾にある予備役艦艇係留地で保管された。米海軍はサスーン湾に係留されている艦艇を2017年までに段階的に撤去する計画を進め、コロナドには再就役もしくは外国への譲渡の計画は立てられず、廃艦とされることになった。
コロナドは2012年9月12日、グアム島南方の海域で実弾演習の標的とされ沈没した。